# Espiell

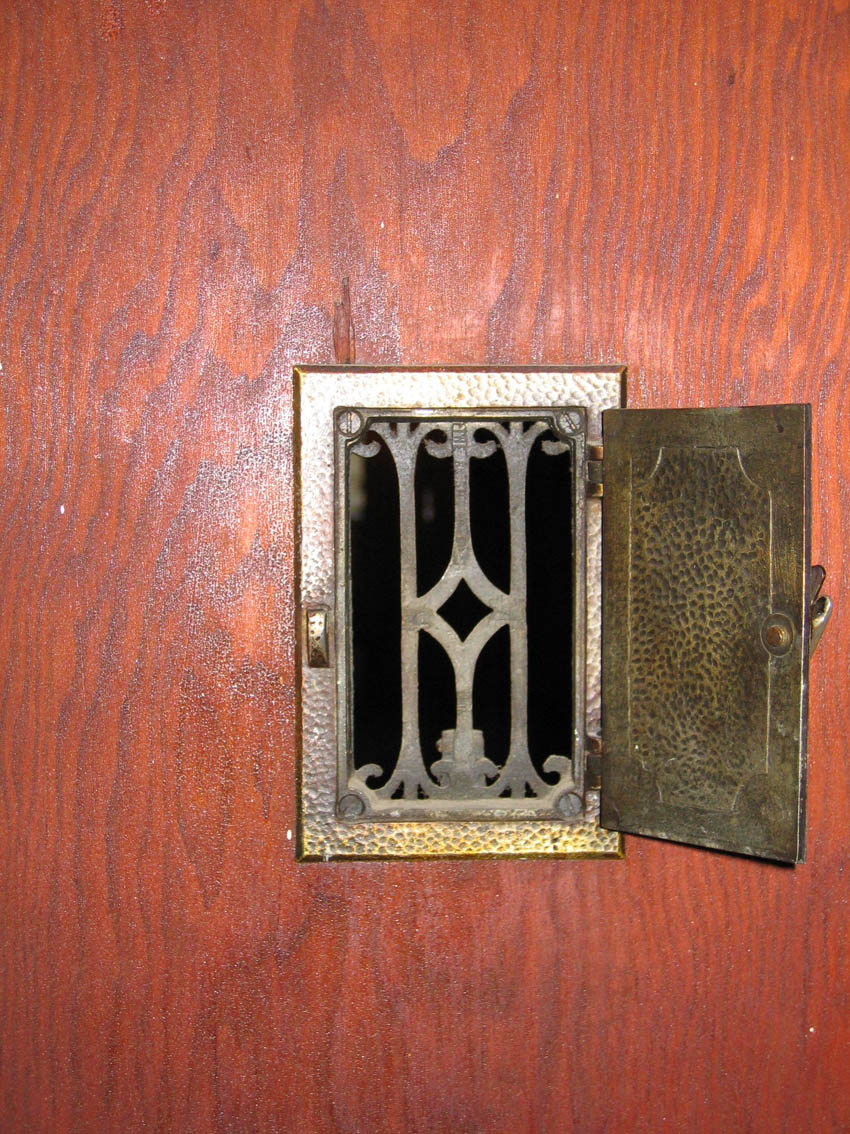
Un model antic d'espiell

Un espiell, espiera, reixeta o finestró és una obertura estreta i, normalment, arrodonida, feta en una porta o en un mur, per la qual hom pot mirar a l'exterior i reconèixer qui és fora sense gaire perill d'ésser descobert o ferit pels de fora.
La seva col·locació se situa al bell mig de la porta a l'altura dels ulls.
Antigament l'esmentat forat es protegia mitjançant petits treballs de ferro reixats a fi d'estalviar l'entrada d'objectes punxants. Tanmateix disposaven d'un mecanisme d'obturació a la banda interior de les portes.
En època moderna els espiells estan dotats de lents de tipus Gran angular anomenades ull de peix. Aquest element, malgrat distorsioni la perspectiva, permet captar angles extrems, 132° i fins i tot de 200° o més, tot ajudant a guaitar millor l'exterior.
Actualment es complementa i fins i tot queda substituït per elements de televigilància com els video-porters i les càmeres de vigilància remota.

## Espiells de darrera generació
Les actuals tecnologies òptiques i en electrònica també s'han afegit al disseny dels espiells a fi de dotar-los de més seguretat.
Així alguns models substitueixen l'òptica senzilla per mini-càmeres que possibiliten la gravació d'imatges de l'exterior. Àdhuc en llocs foscos o de nit, mitjançant visió d'infrarojos.